# Душники (гміна)
Гміна Душники (пол. Gmina Duszniki) — сільська гміна у північно-західній Польщі. Належить до Шамотульського повіту Великопольського воєводства.
Станом на 31 грудня 2011 у гміні проживало 8517 осіб.

## Територія
Згідно з даними за 2007 рік площа гміни становила 156.28 км², у тому числі:
- орні землі: 85.00%
- ліси: 6.00%

Таким чином, площа гміни становить 13.96% площі повіту.

## Населення
Станом на 31 грудня 2011:
| Опис     | Загалом | Загалом | Чоловіки | Чоловіки | Жінки | Жінки |
| -------- | ------- | ------- | -------- | -------- | ----- | ----- |
| одиниця  | осіб    | %       | осіб     | %        | осіб  | %     |
| все      | 8517    | 100     | 4257     | 49.98    | 4260  | 50.02 |
| міське   | 0       | 100     | 0        |          | 0     |       |
| сільське | 8517    | 100     | 4257     | 49.98    | 4260  | 50.02 |

## Сусідні гміни
Гміна Душники межує з такими гмінами: Бук, Казьмеж, Куслін, Львувек, Опалениця, Пневи, Тарново-Подґурне.